# Даниил Иванович Нетшин
Даниил Иванович Нетшин (Дмитриев; ум. 1501) — окольничий на службе у московского князя Ивана III.

## Происхождение и семья
Дворянин из рода Нетшиных — XVIII колено от Рюрика. Сын Ивана Дмитриевича Нетшина, внук Дмитрия Александровича Нетшина (по которому назывался Дмитриевым) и правнук Александра Юрьевича Нетши (по которому назывался Нетшиным). Основатель дворянского рода Дмитриевых. Имел пятерых сыновей — Ивана, Андрея, Дмитрия Слепого, Фёдора, Михаила.

## Служба
Начинал службу как боярин удельного князя Волоцкого Бориса Васильевича. Впервые упоминается в 1477 года. В 1483 году был послан к Ивану III для решения поземельных дел. После этого перешёл на службу к Ивану III.
В 1491 году был послан от Ивана III к Борису Васильевичу в связи с арестом Андрея Горяя при этом назван боярином. В 1498 году присутствовал на суде над Дмитрием Ивановичем Внуком. В 1500 году присутствовал на свадьбе В. Д. Холмского.